# Prowincja Lecce
Prowincja Lecce (wł. Provincia di Lecce) – prowincja we Włoszech. Zlokalizowana jest na półwyspie Salentyńskim.
Nadrzędną jednostką podziału administracyjnego jest region (tu: Apulia), a podrzędną jest gmina.
Liczba gmin w prowincji: 97.